# Pont-à-Celles
Pont-à-Celles é um município da Bélgica localizado no distrito de Charleroi, província de Hainaut, região da Valônia.